# Маслово (Плоскошское сельское поселение)
Маслово — опустевшая деревня в Торопецком районе Тверской области. Входит в состав Плоскошского сельского поселения.

## География
Находится в западной части Тверской области на расстоянии приблизительно 40 км на северо-запад по прямой от районного центра города Торопец на правом берегу реки Кунья.

## История
В 1877 году здесь (деревня Холмского уезда Псковской губернии) был учтен 1 двор.

## Население
Численность населения: 4 человека (1877 год), 19 (русские 100 %) в 2002 году, 1 в 2010, 3 в 2021 году.